# Microsaccus albovirescens
Microsaccus albovirescens är en orkidéart som beskrevs av Johannes Jacobus Smith. Microsaccus albovirescens ingår i släktet Microsaccus och familjen orkidéer. Inga underarter finns listade i Catalogue of Life.